# Wladimir Kolew
Wladimir Kolew (bulgarisch Владимир Колев; * 18. April 1953) ist ein ehemaliger bulgarischer Boxer.

## Karriere
Im Juniorenbereich (U19) gewann Kolew 1970 im Leichtgewicht (–60 kg) die Meisterschaften des Ostblocks, das sogenannte Freundschaftsturnier in Widin.
1972 nahm Kolew im Weltergewicht (–67 kg) an den Olympischen Spielen in München teil, schied jedoch bereits in der Vorrunde gegen David Jackson, Uganda (4:1), aus. Später in diesem Jahr gewann er die Polizeimeisterschaften des Ostblocks im Halbweltergewicht (–63,5 kg).
Bei den Balkanmeisterschaften 1973 gewann Kolew die Goldmedaille und kurz darauf bei den Europameisterschaften die Bronzemedaille im Weltergewicht. 1975 wurde Kolew wiederum Balkanmeister im Halbweltergewicht, schied jedoch bei den Europameisterschaften im selben Jahr bereits im ersten Kampf gegen den Europameister von 1971 Ulrich Beyer, DDR (TKO 3.), aus.
1976 startete Kolew zum zweiten Mal bei den Olympischen Spielen und erreichte nach Siegen über Tai Shik Park, Südkorea (5:0), Ernst Müller (5:0), und Calistrat Cutov, Rumänien (5:0), das Halbfinale, welches er gegen Andres Aldama, Kuba (KO 1.), verlor und damit die olympische Bronzemedaille gewann.
Nach diesem größten Erfolg seiner Karriere gewann Kolew noch zwei Mal die Polizeimeisterschaften des Ostblocks (1978 und 1979), bevor er seine Karriere beendete.